# کن داونینگ
کِنِث هنری داونینگ (انگلیسی: Kenneth Henry Downing؛ زادهٔ ۵ دسامبر ۱۹۱۷ در چشترتون، استافوردشر، درگذشتهٔ ۳ مهٔ ۲۰۰۴ در مونت‌کارلو) رانندهٔ مسابقات اتومبیل‌رانی فرمول یک اهل بریتانیا بود که در فصل ۱۹۵۲ در مجموع در دو گراند پری شرکت کرد، اما موفق به کسب هیچ امتیازی نشد.
داونینگ در ۳ مهٔ ۲۰۰۴ در مونت‌کارلو درگذشت.